# 池田富雄
池田富雄（いけだとみお、1962年1月 - ）は、日本のボディービルダー、砲丸投選手。

## 来歴
兵庫県神戸市生まれ、兵庫育英高校出身。高校卒業後、日本国有鉄道（現JR）に就職。国鉄時代は朝霧駅、西明石駅勤務を経て、1984年に鉄道公安官となる。国鉄民営化とともに、1987年兵庫県庁に入庁。1990年にボディビルコンテストデビューした。
近年では、40歳から45歳までの間に全日本マスターズ陸上5回の優勝を飾った。40歳のとき自己ベストでもある年齢別日本記録（14m25）を樹立。その他、M40歳クラス（40歳以上44歳以下）では全日本、近畿、兵庫県マスターズの大会記録保持者となる。M45歳（45歳以上49歳以下）クラスでは、2007年度全日本マスターズで記録（優勝）した13m69が2007年度マスターズ世界年間ランキングで19位にランクされる。

## 主な戦歴
- 1994年 - NBBF全日本トールクラス優勝。
- 1996年～1999年 - NBBF全日本ボディビル選手権優勝。
- 1996年 - NGAナチュラルボディビルディングチャンピオンシップス　ミドル級優勝
- 2001年 - NBBF全日本ボディビル選手権を最後にコンテスト出場を引退。現在、学生時代から行なっている陸上競技（砲丸投）に復帰。